# Jesteś
Jesteś – singel polskiego piosenkarza Dawida Kwiatkowskiego, promujący album studyjny, zatytułowany 13 grzechów niczyich. Singel został wydany 1 stycznia 2018.
Kompozycja znalazła się na 34. miejscu listy OLiA, najczęściej odtwarzanych utworów w polskich rozgłośniach radiowych. Nagranie otrzymało w Polsce status złotego singla, przekraczając liczbę 25 tysięcy sprzedanych kopii.

## Geneza utworu i historia wydania
Utwór napisali i skomponowali Bartosz Caboń, Dawid Kwiatkowski, Piotr Konca i Sebastian Piekarek, którzy również odpowiadają za produkcję utworu.
Singel ukazał się w formacie digital download 1 stycznia 2018 w Polsce za pośrednictwem wytwórni płytowej Warner Music Poland. Kompozycja została umieszczona na szóstym albumie studyjnym Dawida Kwiatkowskiego – 13 grzechów niczyich.

## „Jesteś” w stacjach radiowych
Nagranie było notowane na 34. miejscu w zestawieniu OLiA, najczęściej odtwarzanych utworów w polskich rozgłośniach radiowych.

## Teledysk
Do utworu powstał teledysk w reżyserii Piotra Balickiego, który udostępniono 10 stycznia 2018 za pośrednictwem serwisu YouTube.

## Pozycje na listach airplay
| Kraj   | Lista             | Najwyższa pozycja |
| ------ | ----------------- | ----------------- |
| Polska | OLiA              | 34                |
| Polska | AirPlay – Nowości | 5                 |

## Certyfikaty
| Kraj          | Certyfikat  | Sprzedaż |
| ------------- | ----------- | -------- |
| Polska (ZPAV) | złota płyta | 25 000+  |